# Piano (Sergio Cammariere)
Piano è l'ottavo album in studio del musicista italiano Sergio Cammariere, pubblicato nel 2017.

## Descrizione
Il brano “Dodici minuti di pioggia” prende il titolo dall’omonimo romanzo di Manuela Kalì, pubblicato nel 2017 dalla casa editrice Mondadori.
Interamente strumentale, i brani da esso tratti sono diventati colonna sonora per vari film, come Ritratto di mio padre di Maria Sole Tognazzi, Prima che il Gallo canti - Il Vangelo secondo Andrea di Cosimo Damiano Damato, Il sole dei cattivi di Paolo Consorti, Garbage Man e Tender Eyes di Alfonso Bergamo, Apri le labbra di Eleonora Ivone e Twelve Minutes of Rain di Fabio Teriaca (best song al Los Angeles Film Awards, New York Film Awards 2019, Top Shorts Film Festival e al LIAFF Festival di Calcutta 2019).

## Tracce
Testi e musiche di Sergio Cammariere.
1. Tema di Malerba
2. Misterioso
3. Natale in campagna
4. Dodici minuti di pioggia
5. Garbage Man
6. Tender Eyes
7. Ritratto di mio padre
8. Quel giorno
9. Il caso Tandoj
10. Marcher au lever du soleil
11. Ugo
12. Il ricordo
13. Meteor
14. Il sole dei cattivi
15. Quanta emozione c'è
16. Sila